# Municipio de Warwick (Dakota del Norte)
El municipio de Warwick (en inglés: Warwick Township) es un municipio ubicado en el condado de Benson en el estado estadounidense de Dakota del Norte. En el año 2010 tenía una población de 64 habitantes y una densidad poblacional de 0,7 personas por km².

## Geografía
El municipio de Warwick se encuentra ubicado en las coordenadas 47°53′19″N 98°43′56″O / 47.88861, -98.73222. Según la Oficina del Censo de los Estados Unidos, el municipio tiene una superficie total de 90.79 km², de la cual 85,37 km² corresponden a tierra firme y (5,97 %) 5,42 km² es agua.

## Demografía
Según el censo de 2010, había 64 personas residiendo en el municipio de Warwick. La densidad de población era de 0,7 hab./km². De los 64 habitantes, el municipio de Warwick estaba compuesto por el 57,81 % blancos, el 42,19 % eran amerindios. Del total de la población el 4,69 % eran hispanos o latinos de cualquier raza.